# Barbara Krafftówna
Barbara Krafftówna, conosciuta anche come Barbara Krafft-Seidner (Varsavia, 5 dicembre 1928 – Skolimów, 23 gennaio 2022), è stata un'attrice polacca.

## Filmografia parziale
- Dziś w nocy umrze miasto, regia di Jan Rybkowski (1961)
- L'arte di essere amati (Jak być kochaną), regia di Wojciech Has (1963)
- Il manoscritto trovato a Saragozza (Rekopis znaleziony w Saragosie), regia di Wojciech Has (1965)
- Szyfry, regia di Wojciech Has (1966)